# Selma (Alabama)
Selma es una ciudad ubicada en el condado de Dallas en el estado estadounidense de Alabama. En el censo de 2000, su población era de 20 512.
Esta ciudad es conocida por las marchas de Selma a Montgomery que se produjeron en 1965; asimismo por la película Selma (2014).

## Demografía
En el 2000 la renta per cápita promedia del hogar era de $ 21.261$, y el ingreso promedio para una familia era de 28.345$. El ingreso per cápita para la localidad era de 13.369$. Los hombres tenían un ingreso per cápita de 29.769$ contra 18.129$ para las mujeres.

## Geografía
Selma está situado en 32°24′36″N 87°1′12″O / 32.41000, -87.02000 (32.41, -87.02).
Según la Oficina del Censo de los EE. UU., la ciudad tiene un área total de 14.44 millas cuadradas (37.41 km²).